# 로버트 앤서니 루츠
로버트 앤서니 루츠(Robert Anthony Lutz, 1932년 2월 12일~)는 스위스 출신의 스위스계 미국인 자동차 임원이다.
원래 1990년대 초반 리 아이어코카의 후임으로서 내정될 뻔했지만 결국 로버트 이튼이 선정되면서 크라이슬러에서의 이력은 거기서 끝났다. 이를 두고 아이아코카는 "크라이슬러가 이렇게 될 줄 알았으면 차라리 루츠를 선점해야 했다"고 회고하였다.
그는 포드 그룹의 수석 부사장(및 이사회 구성원), 크라이슬러의 사장 및 부회장(및 이사회 구성원), 릭 왜고너 회장 휘하의 GM 부회장을 지냈다.
한편 그는 대침체로 GM 구제금융 과정에서 왜고너 회장과 같이 당시 자가용 비행기로 구제금융을 신청하러 갔다며 구설수에 오른 뒤 GM 부회장에서 물러난 후 여러 요직을 거치다가 지금은 전기 상용차 업체인 Via Motors(피아트 두카토 기반 프레임바디 LCV를 제작한다.)의 이사로 재직 중이다.

## 같이 보기
- 릭 왜고너
- 리 아이어코카
- 로버트 제임스 이튼